# Takashi Hiraide
 (novembre 2024).
Si vous disposez d'ouvrages ou d'articles de référence ou si vous connaissez des sites web de qualité traitant du thème abordé ici, merci de compléter l'article en donnant les références utiles à sa vérifiabilité et en les liant à la section « Notes et références ».
Takashi Hiraide (平出 隆, Hiraide Takashi), né le 21 novembre 1950 à Moji, est un poète et romancier japonais.

## Biographie
Takashi Hiraide étudie à l'université Hitotsubashi où il obtient un diplôme de sociologie en 1975. L'année suivante, il publie son premier recueil de poèmes, Hatagoya[réf. nécessaire]. Il travaille alors comme éditeur chez Kawade Shobō Shinsha, une maison d'édition à Tokyo[réf. nécessaire].
En 1985, Hiraide passe trois mois aux États-Unis, à l'université de l'Iowa, en tant que poète en résidence[réf. nécessaire]. En 1990, il commence à enseigner la poésie à l'université des beaux-arts Tama[réf. nécessaire]. De 1998 à 1999, Hiraide est chercheur invité à l'université libre de Berlin. 
En 2002, il reçoit le prix Shōhei-Kiyama pour 猫の客 (Neko no kyaku), son roman le plus connu, qui sera traduit en plusieurs langues.
En 2005, il est invité au festival littéraire de Hall en Tyrol en compagnie du prix Nobel de littérature Kenzaburō Ōe[réf. nécessaire].
Actuellement, Takashi Hiraide vit à Tokyo avec son épouse, la poétesse Michiyo Kawano[réf. nécessaire].

## Œuvres
- Le Chat qui venait du ciel, (猫の客 (Neko no kyaku?), Kawade Shobō Shinsha, 2001), traduit par Elisabeth Suetsugu, Picquier, 2004.